# Gianpaolo Pizzetti
| 177853 Lumezzane      | 5 agosto 2005  |
| 229836 Wladimarinello | 28 agosto 2009 |
| 352148 Tarcisiozani   | 4 agosto 2007  |

Gianpaolo Pizzetti (1961) è un astronomo amatoriale italiano.
Il Minor Planet Center gli accredita la scoperta di quattro asteroidi, effettuate tra il 2005 e il 2009, tutte in collaborazione con Marco Micheli o Andrea Soffiantini.
Gli è stato dedicato l'asteroide 233559 Pizzetti.